# Myriam Taubkin
Myriam Taubkin (São Paulo, 9 de fevereiro de 1955) é um pesquisadora brasileira, escritora, produtora, curadora e diretora especializada em música brasileira.
É responsável pela criação do Projeto Memória Brasileira, que tem como objetivo registrar e mapear a música brasileira.
É autora dos livros documentários em DVD: O Brasil da Sanfona; Violões do Brasil; Um Sopro de Brasil; e Violeiros do Brasil. É mãe da cantora Luísa Maita.